# Antoni Świeży
Antoni Świeży (ur. 15 listopada 1818 w Kończycach Wielkich, zm. 5 maja 1890 w Zebrzydowicach) – polski działacz społeczny, poseł do śląskiego Sejmu Krajowego w latach 1874–1878, wójt Zebrzydowic. Brat Ignacego Świeżego.